# Unidade de Operações Especiais
A Unidade de Operações Especiais (em sérvio:  Јединица за специјалне операције - ЈСО, Jedinica za specijalne operacije - JSO), Frenkies (em sérvio:  Френкијевци, Frenkijevci), ou Boinas Vermelhas (em sérvio:  Црвене беретке, Crvene beretke), foi uma unidade especial de elite do Serviço de Segurança do Estado Iugoslávo durante o governo de Slobodan Milošević.
A JSO foi fundada em 1996 pela fusão de unidades paramilitares, a Guarda Voluntária Sérvia (Српска добровољачка гарда), sob o comando de Željko "Arkan" Ražnatović e a Knindže (Книнџе), sob o comando de Franko Simatović e Dragan Vasiljković. Essa unidade foi incorporada ao sistema de segurança da República Federal da Iugoslávia sob os auspícios de Jovica Stanišić, chefe do Serviço de Segurança Iugoslávo (Resor državne bezbednosti, RDB). De 1996 a novembro de 2001, esteve formalmente sob a competência do RDB. A unidade foi finalmente dissolvida em março de 2003, após o primeiro-ministro da Sérvia, Zoran Đinđić ser assassinado como resultado de uma conspiração em que alguns membros da unidade estavam envolvidos.
Patronos e numerosos membros da unidade e os seus antecessores são condenados, acusados ou responsabilizados por numerosos crimes de guerra durante as guerras iugoslavas, bem como assassinatos políticos na Sérvia. A unidade foi oficialmente comandada por Franko Simatović e sua eminência parda, Jovica Stanišić (chefe da RDS durante o governo de Slobodan Milošević) que foram julgados pelo Tribunal Penal Internacional para a ex-Iugoslávia por crimes de guerra. Vários outros membros são condenados julgados pela tentativa de assassinato de Vuk Drašković e pelos assassinatos de Ivan Stambolić e Slavko Ćuruvija. Além disso, esta unidade têm sido acusada por vários crimes de guerra na Guerra do Kosovo, em 1999.

## História
A história da JSO começa bem antes de sua criação. Em Abril de 1991, na véspera da Guerra de Independência da Croácia, um grupo paramilitar sérvio, liderado por Franko Simatović e Dragan Vasiljković, partiu da capital da, na época, Iugoslávia, Belgrado para a capital da República Sérvia de Krajina, Knin. Alguns dias antes, em 16 de março de Slobodan Milošević prometeu, em seção fechada, a prefeitos de municipalidades sérvias que "iria preparar unidades apropriadas, capazes de defender os interesses da Sérvia e os cidadãos sérvios fora da Sérvia". A ordem de criação de uma unidade deste tipo foi dado a Jovica Stanišić, chefe da RDB (Serviço de Segurança de Estado). A unidade não poderia ter quaisquer ligações formais com Belgrado, bem por isso, que a operação foi tomada exclusivamente dentro da RDB, sem nenhum envolvimento do Ministério do Interior Iugoslávo. Em Knin, Simatović e Vasiljković contataram Milan Martić, Ministro do Interior da República Sérvia de Krajina, que subordinou um grupo de combatentes da SVK (Srpska Vojska Krajine ou Exército da Repíblica Sérvia de Krajina]] sob o comando de Vasiljković, que lhes deram um treinamento forte e disciplina. A unidade para-militar, se tornou conhecida sob o nome de Knindže (Книнџе) e Vasiljković ficou conhecido por seu nome de guerra, Kapetan Dragan. A unidade também ficou conhecida por "boinas vermelhas" (crvene beretke), nome que surgiu após os combates de Glina, quando Vasiljković distribuiu as boinas vermelhas ao seu homens.
A outra unidade que formou a JSO foi formada em outubro de 1990, por vinte membros de uma torcida organizada do Crvena Zvezda, os Delijes. A unidade se sediou em Erdut, na Eslavônia Oriental. A unidade se envolveu com os combates de Borovo Selo em 1-2 de maio de 1991, quando 12 policiais croatas foram mortos e várias dezenas feridos. Com a chegada a o teatro de operações da Eslavônia Oriental, Željko Ražnatović ou Arkan assumiu a unidade paramilitar, sob o nome de Guarda Voluntária Sérvia, mais conhecidos como Arkanovi Tigrovi (Tigres de Arkan). Durante o tempo que se manteve operativa, a unidade foi suprida e equipada por policiais reservistas sérvios.
Estas duas unidades paramilitares foram a celula-mater da JSO. A unidade conjunta foi oficialmente formada em 1994, um ano antes das guerras da Bósnia e da Croácia chegar ao fim, sob o nome de Unidade de Ação Anti-Terrorista (Jedinica za Antiteroristička Dejstva, ou JATD). O JATD consistiu primeiramente de um grupamento de artilharia móvel leve e um grupamento de infantaria. A unidade operava como parte da Serviço de Segurança de Estado Iugoslavo (Resor Državne Bezbednosti, ou RDB), que era então uma parte do Ministério do Interior da Iugoslávia.
A JATD veio a olhos do público durante uma crise de reféns em 1995, quando o pessoal da ONU estavam sendo mantidos em cativeiro por militares do Exército da Republika Srpska. Os membros da unidade deram apoio tático a Jovica Stanišić, um funcionário de alto escalão do Serviço de Segurança de Estado Iugoslavo, que agiu como mediador, providenciando a libertação segura dos reféns. Em 1996, um ano após o Acordo de Dayton e do fim dos conflitos na Croácia e na Bósnia, a JATD foi reestruturada, sendo renomeada como Jedinica za Specijalne Operacije, ou JSO.

### Combate no Kosovo
No início da Guerra do Kosovo, a unidade criou uma base temporária de operações, nas montanhas de Goč, perto da fronteira com o Kosovo. A partir daí, JSO lançou uma série de operações contra o Exército de Libertação do Kosovo. Em 1999, a unidade envolvida numa batalha feroz na região de Peć, a o oeste do Kosovo. A Unidade operou uma grande variedade de veículos blindados, incluindo até, veículos HMMWV norte-americanos, adquiridos via Chipre. A unidade se mostrou eficaz em operações rápidas sob os constantes bombardeios da OTAN na Operação Allied Forces. Após o Acordo de Kumanovo e posterior fim da guerra, a JSO, ao lado das forças policiais e armadas, deixaram Kosovo.

### Pós-Guerra
Em 3 de outubro de 1999, uma coluna de veículos do Movimento Renovador da Sérvia ( SPO ), um dos maiores partidos de oposição da Sérvia na época, foi atacado quando estava a caminho da Sérvia central. Os partidários Veselin Bošković, Zvonko Osmajlić, Vučko Rakocevic e Dragan Vušurović foram mortos e presidente do partido Vuk Drašković ficou ferido no ataque, que foi encenado para parecer um acidente.
O papel da unidade na queda de Slobodan Milošević, em 2000, se mantem, até hoje, um tanto controverso. Em 4 de outubro de 2000, o líder as oposições Zoran Đinđić reuniu com comandante da JSO, Milorad Ulemek. Ulemek chegaram a um acordo com Đinđić que ele e sua unidade não iria combater os protestos, enquanto a polícia não são atacadas pelos manifestantes. Porém. foi dada a ordem a unidade para atacar os manifestantes, que se reuniram no centro de Belgrado, em 5 de outubro. Os característicos HMMWV da unidade chegaram até a aparecer na frente dos manifestantes, porém, pouco depois os veículos simplesmente retornaram à base. Mais tarde, em seu livro, intitulado Peti oktobar ("05 de outubro"), o ex-chefe de Segurança do Estado, Radomir Marković alegou que ele foi quem ordenou a unidade a se mover para atacar os manifestantes em Belgrado.

### A revolta
A política do novo governo, sobre o indiciamento dos ex-líderes de guerra sérvios pelo Tribunal Penal Internacional para a ex-Iugoslávia, foi recebido com discordância dura de oficiais comandantes da unidade. Em 9 de novembro de 2001, a unidade entrou em rebelião, bloqueando a entrada de sua base, em Kula, os motivos da rebelião, segundo os oficias, foi a prisão "injusta" de Predrag e Nenad Banović, por crimes de guerra na Bósnia. No dia 10 de novembro, a unidade saiu de sua base e bloqueou três pistas da rodovia E-75 (Belgrado-Niš), na altura de Vrbas. A rebelião somente terminou no dia 17 de novembro, quando forma retiradas as barreiras que cercavam a base da unidade.

### O Assassinato de Zoran Đinđić e o Fim da Unidade
No ano de 2003, vários militares da JSO estiveram envolvidos nas duas tentativas de assassinato e no assassinato do primeiro-ministro da Sérvia e Montenegro, Zoran Đinđić.
Em 12 de março de 2003, um atirador da JSO, Zvezdan Jovanović disparou contra o primeiro-ministro, com um fuzil Heckler & Koch G3SG/1, de 7.62mm, o atingindo no coração e o matando instantaneamente. Seu guarda-costas, Milan Veruović, foi atingido no estomago, porém, sobreviveu.

Após ser lançado a Operação Saber, que mostrou o envolvimento da unidade no assassinato de Đinđić e no sequestro e execução do ex-presidente sérvio Ivan Stambolić, em 2000, a unidade foi dissolvida em 25 de março de 2003, por decreto do governo sérvio. Muitos de seus operadores forma repassados para a Unidade Especial Anti-Terrorismo (Specijalna Antiteroristička Jedinica, SAJ), da Polícia Sérvia.